# Isocyanat

Nhóm chức isocyanate

Trong hoá hữu cơ, isocyanate là một nhóm các hợp chất hữu cơ đặc biệt, được nhận biết bởi nhóm chức có công thức R−N=C=O. Trong đó, R đại diện cho một phần còn lại của phân tử. Các hợp chất chứa nhóm isocyanate được gọi chung là isocyanate. Nếu một hợp chất có tới hai nhóm isocyanate, nó được gọi là diisocyanate.
Diisocyanate đóng vai trò quan trọng trong công nghiệp, là nguyên liệu chính để sản xuất polyurethane, một loại Polymer đa năng được ứng dụng rộng rãi trong cuộc sống hàng ngày, từ vật liệu xây dựng, nội thất, đến các sản phẩm tiêu dùng khác.

## Cấu tạo và liên kết
Isocyanat có cấu trúc giống thiocyanat,  cacbon dioxit, carbodiimide, azua, keten, ketenimin, allen, carbon disunfua,

## Tổng hợp
Isocyanat được điều chế từ amin bậc một và phosgen, gọi là phản ứng phosgne hóa, do độc tính cao của phosgen mà tổng hợp isocyanat phải được kiểm soát chặt chẽ để đảm bảo an toàn về sức khỏe và môi trường. Ngoài ra phosgen cũng là chất khí, điều này gây ra sự lo ngại về bảo quản, vận chuyển và sử dụng. Các chất khác để điều chế isocyanat từ amin là diphosgen hay gọi là trichloromethyl chloroformate và triphosgen, hay gọi là bis(trichloromethyl) carbonate.
RNH2 + COCI2 -> RNCO + 2HCI
2RNH2 + Cl3OC(O)Cl -> 2RNCO + 4HCI
2RNH2 + Cl3OC(O)CCl3 -> 3RNCO + 6HCI